# 马化彬
马化彬（1964年2月—），山东菏泽人，回族，中国共产党党员。中华人民共和国政治人物、第十三届全国人民代表大会山东地区代表。現任菏泽市定陶区天中街道南城社区党委书记。

## 生平
早前从事裘皮贸易。2015年，牵头成立茗嘉兴农业种植专业合作社。
2018年2月24日，当选为第十三届全国人大代表。

## 所獲榮譽
- 2021年6月28日，被中共中央授予“全国优秀共产党员”称号[7]。